# Élections sénatoriales de 2001 dans les Landes
Les élections sénatoriales dans les Landes ont lieu le dimanche 23 septembre 2001. Elles ont pour but d'élire les sénateurs représentant le département au Sénat pour un mandat de neuf années.

## Contexte départemental
Lors des élections sénatoriales du 27 septembre 1992 dans les Landes, deux sénateurs ont été élus selon un scrutin majoritaire.
Depuis, tous les effectifs du collège électoral des grands électeurs ont été renouvelés, avec les élections législatives de 1997 dans les Landes, les élections européennes de 1999, les élections régionales françaises de 1998, les élections cantonales de 1998 et 2001 et les élections municipales françaises de 2001.

## Sénateurs sortants
| Sénateur | Sénateur           | Parti | Fonctions lors de l'élection en 1992      |
| -------- | ------------------ | ----- | ----------------------------------------- |
|          | Jean-Louis Carrère | PS    |                                           |
|          | Philippe Labeyrie  | PS    | Sénateur sortant, maire de Mont-de-Marsan |

## Présentation des candidats
Les nouveaux représentants sont élus pour une législature de 6 ans au suffrage universel indirect par les 1 012 grands électeurs du département. Dans les Landes, les sénateurs sont élus au scrutin majoritaire à deux tours. 
| Candidats | Candidats                    | Parti | Principale fonction                                         |
| --------- | ---------------------------- | ----- | ----------------------------------------------------------- |
|           | Pierrette Fontenas           | PCF   | Conseiller général, maire de Tarnos                         |
|           | Michel Larrat                | PCF   | Conseiller régional, conseiller municipal de Mont-de-Marsan |
|           | Jean-Louis Carrère           | PS    | Sénateur sortant                                            |
|           | Philippe Labeyrie            | PS    | Sénateur sortant, maire de Mont-de-Marsan                   |
|           | Bernard Lauga                | LV    |                                                             |
|           | Florence Defos Du Rau Pradié | UDF   | Conseillère municipale                                      |
|           | Michel Etchar                | RPR   | Maire de Sanguinet                                          |
|           | Grégoire Raymond             | FN    |                                                             |
|           | Jean-Paul Paroutaud          | MNR   |                                                             |
|           | Claudine Barat               | MNR   |                                                             |
|           | Jean-Louis Richard           | UCF   |                                                             |
|           | Françoise Raynal             | UCF   |                                                             |

## Résultats
| Candidat et parti politique | Candidat et parti politique  | Candidat et parti politique | Premier tour | Premier tour |
| Candidat et parti politique | Candidat et parti politique  | Candidat et parti politique | Voix         | %            |
| --------------------------- | ---------------------------- | --------------------------- | ------------ | ------------ |
|                             | Jean-Louis Carrère           | PS                          | 557          | 56,21        |
|                             | Philippe Labeyrie            | PS                          | 544          | 54,89        |
|                             | Florence Defos Du Rau Pradié | UDF                         | 234          | 23,61        |
|                             | Michel Etchar                | RPR                         | 228          | 23,01        |
|                             | Pierrette Fontenas           | PCF                         | 127          | 12,82        |
|                             | Michel Larrat                | PCF                         | 121          | 12,21        |
|                             | Bernard Lauga                | LV                          | 21           | 2,12         |
|                             | Jean-Louis Richard           | UCF                         | 4            | 0,40         |
|                             | Françoise Raynal             | UCF                         | 4            | 0,40         |
|                             | Grégoire Raymond             | FN                          | 1            | 0,10         |
|                             | Jean-Paul Paroutaud          | MNR                         | 1            | 0,10         |
|                             | Claudine Barat               | MNR                         | 0            | 0,00         |
|                             |                              |                             |              |              |
| Inscrits                    | Inscrits                     | Inscrits                    | 1 012        | 100,00       |
| Abstentions                 | Abstentions                  | Abstentions                 | 6            | 0,59         |
| Votants                     | Votants                      | Votants                     | 1 006        | 99,41        |
| Blancs et nuls              | Blancs et nuls               | Blancs et nuls              | 15           | 1,49         |
| Exprimés                    | Exprimés                     | Exprimés                    | 991          | 98,51        |